# لو ماتان (صحيفة)
لو ماتان (بالفرنسية: Le Matin)‏ وتعني الصباح هي يومية جزائرية تصدر باللغة الفرنسية.

## وصلات خارجية
- الموقع الرسمي لجريدة لو ماتان